# Szabó Gábor (politikus, 1956)
Szabó Gábor (Nagykarácsony, 1956. szeptember 11. –) magyar pedagógus, politikus, polgármester, országgyűlési képviselő.

## Életpályája

### Iskolái
A dunaújvárosi Bánki Donát Szakközépiskolában végzett általános gépész szakon. 1976–1980 között a Nehézipari Műszaki Egyetem Kohászeti Főiskolai Karán tanult Dunaújvárosban. A Közgazdasági Egyetemen humánmenedzseri, majd oktatási szakértői képzettséget szerzett.

### Pályafutása
A velencei KISZ-iskolában tanított. Később üdülővezető és egyéni vállalkozó volt. 1995-től Nagykarácsony Közalapítvány Kuratóriumának elnöke. 1996–1998 között a Közép-dunántúli Területfejlesztési Tanács elnöke, valamint a Közép-dunántúli Regionális Idegenforgalmi Bizottság elnöke volt. 1997-től a Velencei-tó Vértes Baráti Szövetség társelnöke.

### Politikai pályafutása
1989 óta az MSZP tagja. 1990–1994 között az MSZP Fejér megyei ügyvezető alelnöke, 1998–2003 között elnöke volt. 1994-ben országgyűlési képviselőjelölt volt. 1994–1998 és 2002–2006 között a Fejér Megyei Közgyűlés elnöke, 1998–2002 között társadalmi alelnöke volt, 2006-tól tagja. 1999–2001 között a Baloldali Önkormányzati Közösség regionális ügyvivője volt. 2002-ben országgyűlési képviselő (Fejér megye) volt. 2002-ig székesfehérvári önkormányzati képviselő volt. 2002-ben a Rendészeti bizottság, a Területfejlesztési bizottság és a Közigazgatás-fejlesztési albizottság tagja volt.

## Családja
Szülei Szabó Mihály és Szabó Katalin voltak. 1981-ben házasságot kötött Eszenyi Ilonával. Két fiuk született: Balázs (1983–) és Gábor (1988–).